# Palaeoagraecia
Palaeoagraecia is een geslacht van rechtvleugeligen uit de familie sabelsprinkhanen (Tettigoniidae). De wetenschappelijke naam van dit geslacht is voor het eerst geldig gepubliceerd in 1998 door Ingrisch.

## Soorten
Het geslacht Palaeoagraecia omvat de volgende soorten:
- Palaeoagraecia ascenda Ingrisch, 1998
- Palaeoagraecia brunnea Ingrisch, 1998
- Palaeoagraecia chyzeri Bolívar, 1905
- Palaeoagraecia luteus Matsumura & Shiraki, 1908
- Palaeoagraecia philippina Karny, 1926